# Carl Agardh Westerlund
Carl Agardh Westerlund, född 12 januari 1831 i Berga by i Kalmar socken, död 28 februari 1908 i Ronneby, var en svensk zoolog (malakolog), som framför allt studerade mollusker.
Westerlund blev 1853 student vid Uppsala universitet och 1855 i Lund där han blev filosofie kandidat 1860 och filosofie magister 1862. Han tjänstgjorde som vikarierande lärare i Malmö (1858–1859) och Landskrona (1860–1862) och var 1862–1893 lärare vid Ronneby läroverk. Westerlund genomförde resor i vetenskapligt ändamål i de flesta delar av Sverige och i utlandet. Han var ledamot av flera vetenskapliga samfund. Han gjorde stora insatser för kännedomen av den palearktiska regionens land- och sötvattenmollusker, trots att han arbetade under mycket ogynnsamma förhållanden. 
Bland Westerlunds många malakozoologiska arbeten bör framför allt nämnas det stora verket: Fauna der in der paläarctischen Region... lebenden Binnenconchylien (9 delar, 1884–1890), vidare Sveriges land- och sötvattenmollusker (1865), Exposé critique des mollusques de terre et d’eau-douce de la Suède et de la Norvège (1875, prisbelönt av Vetenskapssocieteten i Uppsala), Sveriges, Norges och Danmarks land- och sötvattenmollusker (2 delar, 1871–1873) och Land- och sötvattenmollusker insamlade under Vega-expeditionen (1885). Dessutom utgav han skrifter i ornitologi och botanik.